# Jacques Peuchet
Œuvres principales
- Encyclopédie méthodique : Police et municipalités
- Dictionnaire universel de la géographie commerçante
- Mémoires sur Mirabeau
- Mémoires tirés des archives de la police de Paris

Jacques Peuchet, né le 6 mars 1758 à Paris, mort dans la même ville le 25 septembre 1830, est un juriste, statisticien, journaliste et archiviste français, spécialisé dans les affaires de police. 

## Biographie
Jacques Peuchet naît le 6 mars 1758 à Paris, où il fait des études de médecine, qu'il abandonne pour le droit. Vers 1785, il se lie avec l'abbé Morellet pour lequel il travaille d'abord aux Mémoires relatifs à la discussion du privilège de la nouvelle Compagnie des Indes, puis à un Dictionnaire de commerce qui ne verra jamais le jour.
En 1787-1788, lors de l'Assemblée des notables, il est chargé de travaux administratifs par les ministres Calonne puis Loménie de Brienne. Un conflit avec ce dernier au sujet de l'enregistrement des édits fiscaux lui vaut son licenciement. Il est recruté par Charles-Joseph Panckoucke, initiateur de l'Encyclopédie méthodique, et se voit confier les deux derniers volumes de la partie Jurisprudence, le Dictionnaire de police et de municipalités.
En septembre 1789, Peuchet est élu représentant de la commune de Paris, puis en devient administrateur, chargé de la police sous les ordres de Marguerite-Louis-François Duport-Dutertre, avec Pierre-Louis Manue et Jacques Lescène des Maisons.
Ses positions en faveur de la monarchie constitutionnelle le font entrer en contact avec Mirabeau et le comte de Montmorin, qui le nomme rédacteur de la Gazette de France, dont Panckoucke avait alors le privilège. Peuchet collabore également au Moniteur universel, fondé par le même Panckoucke en 1789 et remplace quelques mois Mallet du Pan, rédacteur en chef du Mercure de France. Ces positions lui valent l'hostilité des révolutionnaires militants, qui le traitent de « modéré dans le plus mauvais sens de ce mot, devenu aristocrate et contre révolutionnaire ». Après le 10 août 1792 et la chute de la monarchie, il est arrêté et incarcéré, mais bientôt libéré grâce à l'intervention de Condorcet et de Manuel. Entre temps, Peuchet continuait de contribuer à l'Encyclopédie méthodique, avec un volume consacré aux débats de l'Assemblée nationale, qui s'arrête définitivement à la lettre A.
Réfugié dans sa maison d'Écouen, Peuchet entame la rédaction de son Dictionnaire universel de la géographie commerçante de la France, qu'il publie à partir de 1798. En 1796, Charles Cochon de Lapparent, devenu ministre de la police, le nomme responsable du « Bureau des lois et des matières contentieuses sur les émigrés les prêtres et les conspirateurs », où il reste jusqu'en août 1797, révoqué un mois après la chute du ministre.
En 1800, après la parution du dernier tome du Dictionnaire universel de la géographie commerçante, il entame, à la demande de Chaptal, un Vocabulaire des termes du commerce. Cet ouvrage contient un Essai d'une statistique générale de la France, et Peuchet fonde en 1802, avec Louis-Joseph-Philippe Ballois, une Société de statistique. Il travaille à une Statistique générale et particulière de la France et de ses colonies, mais ces différentes activités ne lui assurant qu'un revenu précaire, il cherche à obtenir un poste officiel. Il doit patienter jusqu'en 1805, quand Antoine Français de Nantes, directeur des Contributions Indirectes, le nomme archiviste de son administration. Peuchet y reste pendant tout l'Empire. Cette sinécure lui permet d'entamer, avec le géographe Pierre-Gilles Chanlaire une Description topographique et statistique de la France par département, dont seule une partie est publiée.
Lors de la Restauration, les Contributions Indirectes sont réorganisées et Peuchet perd son poste. Il est nommé archiviste à la préfecture de police. Il rédige deux volumes de Supplément à l'Histoire des deux-Indes de l'abbé Raynal, puis publie une version augmentée d'un manuscrit du même Raynal, portant sur l'établissement des Européens en Afrique. En 1824, la publication des Mémoires sur Mirabeau conduit à sa mise à la retraite d'office.
Outre quelques manuels (du Négociant, du Banquier) il travaille au moment de sa mort à des Mémoires tirés des archives de la police. Ceux-ci sont publiés quelques années plus tard par l'éditeur Levavasseur, largemement caviardés. Ils restent cependant son œuvre la plus connue, la dernière réédition datant de 2016.

## Œuvre
Sous l'apparente austérité de leurs titres, les ouvrages de Jacques Peuchet lui permettent d'exprimer des opinions claires, qui varient peu malgré les soubresauts de son époque.

### Politique et administration
Au fil des notices du Dictionnaire de police et de municipalités, Peuchet ne cesse de s'élever contre le despotisme qui « dégrade et corrompt tout, réduit l'homme à n'être qu'un esclave ou un révolté, parce qu'il ne connaît d'autre droit que la force et l'astuce, qu'il inspire le mépris des lois par l'avilissement où il les réduit ; qu'il en rend l'existence précaire parce que jamais on ne peut se mettre à couvert sous leur protection (article bureaucratie) ». Il en distingue plusieurs sortes : le despotisme royal, le despotisme ministériel, le despotisme aristocratique ou religieux, le despotisme judiciaire. Il y ajoute le despotisme du populaire, quand « il rompt tout frein en méconnaissant la voix de la loi et proscrit dans une aveugle fureur l'innocent avec le coupable. »
Peuchet définit également un despotisme de la bureaucratie— terme dont il a la paternité — : la multiplication des attributions des bureaux, leur irresponsabilité vis-à-vis du pouvoir judiciaire, et une tendance naturelle au détournement de pouvoir,.
Égrenées dans le Dictionnaire se trouvent des prises de position en faveur de la liberté de religion, d'expression, de mouvement. Il prêche la lutte contre la pauvreté, se méfie des appels à l'égalité absolue et de la démocratie directe, qui selon lui ne peut qu'engendrer la tyrannie. Il a foi dans le progrès, dans les bénéfices apportés par la liberté du commerce et la libre circulation des biens entre provinces, la police devant lutter contre l'accaparement des grains, problème récurrent avant et pendant la Révolution.
Peuchet se prononce pour l'égalité des droits entre hommes et femmes — bien que considérant cette dernière comme devant être cantonnée à la sphère domestique —, pour la limitation de l'autorité paternelle — à l'époque presque assimilable à un droit de propriété —, pour une instruction publique généralisée — tout le monde doit savoir lire — et pour l'égalité des droits entre enfants légitimes et illégitimes.

### Police
Sous l'Ancien Régime, les attributions de la police englobent l'approvisionnement des villes, l'assistance publique, la voirie et le commerce. Peuchet la définit donc comme la partie exécutive du gouvernement. Pour lui la police doit se limiter strictement à empêcher les activités qui troublent la moralité publique, sans se préoccuper de la moralité ou du manque de moralité des citoyens, l'autorité administrative ne devant pas empiéter sur les libertés personnelles. Si la police doit connaître les sentiments, les plaintes ou les mécontentements de la population, c'est uniquement pour permettre au pouvoir de procéder aux réformes nécessaires. Elle ne doit en aucun cas agir de manière préventive.

### Économie et statistique
En matière économique, Peuchet se situe au croisement des théories des Physiocrates et de celles d'Adam Smith,, tout en restant descriptif plutôt que théorique.
Son premier ouvrage en matière économique est le Dictionnaire universel de géographie commerçante. Peuchet reprend et termine le travail qu'avait annoncé l'abbé Morellet en 1769 avec un Prospectus de 400 pages. Morellet souhaitait adopter une démarche encyclopédique, en établissant le lien entre les faits et les mots de la discipline économique. Mais, en 1791, l"administration royale met fin à son appui financier. Peuchet simplifie le plan de Morellet en le standardisant, en utilisant un méthode objective d'observation, et fait précéder l'ouvrage, qu'il publie en 1798-1799, d'une introduction de 450 pages qui est en fait un traité d'économie politique. Jean-Baptiste Say critique favorablement l'ouvrage dans La Décade philosophique, louant son utilité tout en lui reprochant une certaine forme de compilation. Peuchet complète son Dictionnaire universel par un Vocabulaire des termes de commerce, définissant ceux qui y sont employés.
Peuchet devient « l'un des maîtres de la statistique napoléonienne. » En 1801, Jean-Antoine Chaptal, devenu ministre de l'intérieur, lance une grande enquête dont il demande à Peuchet de rédiger la méthodologie et le plan. Ce sera l'Essai d'une statistique générale de la France dans lequel, pour atteindre une uniformité et une vérifiabilité des réponses apportées par les administrations départementales, il préconise d'envoyer des tableaux de questions divisées par colonnes, auxquelles il n'y a d'autres réponses à donner que oui, non, tant en nombres, tant en quantités. Mais peu de préfets suivent cette méthode, trop contraignante et demandant des connaissances que la plupart n'avaient pas. Cependant, les informations reçues sont suffisantes pour permettre à Peuchet et au géographe Chanlaire de commencer une Description topographique et statistique de la France, bâtie selon un plan standardisé, et qui inclut les nouveaux départements issus des conquêtes napoléoniennes.
À l'aide de la documentation du ministère, Peuchet crée également un bimensuel, La Bibliothèque commerciale, qui fait une large place aux statistiques. Il rédige également le Discours préliminaire d'une Statistique générale et particulière de la France et de ses colonies en sept volumes, dans lequel il se fait le théoricien d'une intuition statistique pure, c'est-à-dire uniquement fondée sur des faits, les seuls permettant de gouverner. Cette méthode purement descriptive ne franchit pas l'étape d'une projection par le calcul des probabilités, reste étrangère à la mathématique sociale de Condorcet ou au traitement mathématique des données.

### Histoire
Peuchet a également contribué à une édition complétée du livre de l'abbé Raynal, Histoire des deux-Indes. Paru d'abord en 1770, objet d'une nouvelle édition en 1780, l'ouvrage faisait l'objet d'une refonte complète au moment de la mort de son auteur en 1796. Peuchet participe à l'édition parue en 1820-1821, et lui ajoute un important supplément qu'il intitule État des colonies et du commerce des Européens dans les deux Indes depuis 1783 jusqu'en 1821, prenant en compte les récentes modifications géopolitiques et commerciales. Peuchet, comme dans le Dictionnaire de la police et des municipalités, y plaide pour la liberté du commerce, « enfant de la liberté. » Il accorde une large place aux mouvements d'abolition de la traite des noirs, laquelle, selon lui, ne pourra qu'être suivie de celle de l'esclavage.
Peuchet édite également un autre ouvrage de Raynal resté à l'état de manuscrit, Histoire philosophique et politique des établissements et du commerce des Européens dans l'Afrique. Il y ajoute des commentaires et des notes, souvent plus longues que le texte original. Il s'y prononce pour la réorientation de la politique coloniale française vers l'Afrique, afin d'y apporter les techniques agricoles européennes.
En 1824 paraissent des Mémoires sur Mirabeau, que Peuchet avait bien connu. Le livre abuse de citations, n'est pas toujours exact, mais tente de dresser le portrait d'un personnage complexe, enthousiaste, généreux, courageux, mais débordant d'ambition personnelle, à une époque où s'opposent deux lectures inconciliables de la Révolution française et de ses acteurs. Globalement favorable à Mirabeau, l'ouvrage fait l'objet de vives controverses, et coûte à Peuchet sa place d'archiviste de la préfecture de Police.
L'attribution à Peuchet de la Campagne des armées françaises en Prusse, en Saxe et en Pologne  et des Mémoires de mademoiselle Bertin, sur la reine Marie-Antoinette est par contre douteuse.

## Réception
Peuchet tombe rapidement dans l'oubli. Ses dictionnaires, ses ouvrages de référence, se périment très vite. Quant aux Mémoires sur Mirabeau, de par leur faible valeur historique, ils sont soit ignorés, soit méprisés par les historiens. Seuls ses Mémoires tirés des archives de la police de Paris, ouvrage posthume largement caviardé, lui survivent.
Jacques Peuchet est représentatif de la bourgeoisie éclairée de son temps. « Révolutionnaire modéré, il veut réformer la société dans le respect d'une démocratie bien ordonnée et de la vie privée des citoyens ; économiste et statisticien, il voit ces disciplines comme un moyen d'éducation des citoyens, comme un outil pratique dans la conduite des affaires ; administrateur, il veut une administration efficace, mais avec des contrepoids qui en limitent les abus ; penseur politique, il étudie le rôle de l'information comme l'ont fait peu de ses contemporains. »

## Publications
- Encyclopédie Méthodique :
  - Jurisprudence : Police et Municipalités, Tome IX, 1789 (lire en ligne). Tome X, 1791 (lire en ligne)
  - Assemblée constituante, Tome II[45], 1792 (lire en ligne)
- Dictionnaire universel de la géographie commerçante, contenant tout ce qui a rapport à la situation et à l'étendue de chaque État commerçant, 5 volumes, Paris, Blanchon, 1798-1799 (lire en ligne)
- Vocabulaire des termes de commerce, banque, manufactures, navigation marchande, finance mercantile et statistique, Paris, Testu, 1801
- Essai d'une statistique générale de la France, Testu, 1801 (lire en ligne)
- Bibliothèque commerciale, ouvrage destiné à répandre les connaissances relatives au commerce, à la navigation, et aux divers établissements qui ont l'un et l'autre pour objet, Paris, Buisson, 1802
- Statistique élémentaire de la France, contenant les principes de cette science et leur application à l'analyse de la richesse, des forces et de la puissance de l'empire français, Paris, Gilbert, 1805 (lire en ligne)
- Campagne des armées françaises en Prusse, en Saxe et en Pologne, sous le commandement de S. M. l'Empereur et Roi, en 1806, 4 vol. Paris, Buisson, 1807 (lire en ligne)
- Description topographique et statistique de la France avec la carte de chaque département, 3 volumes, Paris, Chanlaire, 1807 (lire en ligne).
- Du ministère de la police générale, par un ancien administrateur de la Police, Paris, C.-F. Patris, 1814 (lire en ligne)
- Collection des lois, ordonnances et règlements de police depuis le XIIIe siècle jusqu'à l'année 1818, 8 volumes, Paris, Lottin, 1818-1819 (lire en ligne)
- État des colonies et du commerce des Européens dans les deux Indes depuis 1783 jusqu'en 1821 (pour faire suite à l'Histoire philosophique et politique des Établissements et du commerce des Européens dans les deux Indes, par de Raynal), 2 volumes, Paris, Amable Costes, 1821.
- Mémoires de mademoiselle Bertin, sur la reine Marie-Antoinette, avec des notes et des éclaircissements, Paris, Bossange frères, 1824 (lire en ligne)
- Mémoires sur Mirabeau, et son époque, sa vie littéraire et privée, sa conduite politique a l'Assemblée nationale, et ses relations avec les principaux personnages de son temps, Cinquième livraison des Mémoires des contemporains, pour servir à l'histoire de la République et de l'Empire, 4 volumes, Paris, Bossange, 1824. Lire en ligne : Volume I. Volume II. Volume III. Volume IV.
- Histoire philosophique et politique des établissements et du commerce des Européens dans l'Afrique, ouvrage posthume de G.-T. Raynal. Augmenté d'un aperçu de l'état actuel de ces établissemenst et du commerce qu'y font les Européens, notamment avec les puissances barbaresques et la Grèce moderne, 2 volumes, Paris, A. Costes, 1826. Lire en ligne : Tome I. Tome 2.
- Manuel du banquier, de l'agent de change et du courtier, contenant les lois et réglements qui s'y rapportent, les diverses opérations de change, Paris, Roret, 1829 (lire en ligne)
- Manuel du négociant et du manufacturier, contenant les lois et règlements relatifs au commerce, aux fabriques et à l'industrie, Paris, Roret, 1829 (lire en ligne)
- Mémoires tirés des archives de la police de Paris pour servir à l'histoire de la morale et de la police, depuis Louis XIV jusqu'à nos jours, 6 tomes en 3 volumes, Paris, Levavasseur, 1838 (lire en ligne)

### Traduction
- Giovanni Maria Lampredi, Du commerce des neutres en temps de guerre, ouvrage élémentaire, destiné à fixer les principes des conventions maritimes et commerciales entre les nations, Paris, Agasse, 1802 (lire en ligne)

### Rééditions
- Karl Marx et Jacques Peuchet, À propos du suicide, Castelnau-le-Lez, Climats, 1992 (ISBN 2-907563-57-2)
- Archives de la police, Tomes 1, 2, 3, AB Éditions, 2016 (ISBN 978-2917239360)
- Archives de la police, Tomes 4, 5, 6, AB Éditions, 2016 (ISBN 978-2917239353)

### Ouvrages
- M. Eckard, Notice sur Jacques Peuchet, publiciste et homme de lettres, Paris, Lefebvre, 1830 (lire en ligne)
- Ethel Groffier, Un encyclopédiste réformateur. Jacques Peuchet (1758-1830), Québec, Presses de l'Université Laval, 2009 (ISBN 978-2-7637-8898-2, présentation en ligne)[46].

### Articles
- Pierre Karila-Cohen, « Du maintien de l’ordre à l’expertise du social, Jacques Peuchet et la crise de la police à l’âge libéral : réflexion sur un texte de 1814 », dans Vincent Milliot, Les Mémoires policiers 1750-1850, Presses Universitaires de Rennes, 2006 (ISBN 9782753532090, lire en ligne)
- Réné Maunier, « Un économiste oublié : Peuchet (1758-1830) », Revue d'histoire des doctrines économiques et sociales, vol. 4,‎ 1911 (lire en ligne)
- Guy Thuillier, « Comment les Français voyaient l'Administration en 1789 : Jacques Peuchet et la "burocratie" », La Revue administrative, no 88,‎ 1962 (lire en ligne)